# Adam Lityński (zm. po 1629)
Adam Lityński herbu Sas (zm. po 1629 roku) – poseł na sejm 1624 roku, sejm 1628 roku, sejm nadzwyczajny 1629 roku z ziemi przemyskiej.